# لیسا کارینگتون
لیسا کارینگتون (انگلیسی: Lisa Carrington؛ زادهٔ ۲۳ ژوئن ۱۹۸۹) یک قایقران کایاک اهل نیوزیلند است.
وی در مسابقات کشوری و بین‌المللی در مجموع برندهٔ ۷ مدال طلا، ۱ مدال نقره، ۲ مدال برنز شده است.